# Tekija u Seonici
Tekija u Seonici, nekadašnji je derviški hram u naselju Seonica pokraj Konjica. Pripada je nakšibendijskom tarikatu.

## Povijest
Seonica je smještena u kanjonu rječice Seončice. Od Konjica je udaljena nepunih 30 km prema jugozapadu i sastoji se od mahala: Donje, Gornje i Poretka. U Gornjoj mahali nalazi se džamija s drvenim minaretom. Sagrađena je oko 1880. godine, a zaklada je Bege (Begajete) Begeta, kćeri Omer-begove, a udovice Muharema Buturovića. Za izdržavanje džamije uvakufila je čiftluk Bjelovčine kod Konjica i Podine u Seonici. Za ovo uvakufljenje napisala je vakufnamu koja se nije sačuvala. 
Prvi mutevelija njenog vakufa bio je njen brat Osman Nuri, koji je oko 1883. godine, u blizini svoje kuće u Seonici, sagradio halvetijsku tekiju, u kojoj je bio nje prvi šejh (1883-1890). Poslije smrti šejha Osmana Nurije za šejha ove tekije postavljen je šejh Ahmed-beg Buturović, koji je ovu dužnost vršio do njenog zatvaranja 1912. godine. Tekija je pripadala nakšibendijskom tarikatu, kome je pripadao i šejh Osman Nuri ef. Begeta. Sastojala od dviju prostorija od kojih je veća imala mihrab. Tekiju je studenog 1936. godine odnijela nabujala rijeka Seončica. Nikada nije obnovljena, ali su 2018. godine u Seonici predstavnici Tekije Mejtaš, a u ime šejha Halila ef. Brzine, održali sastanak sa Zavičajnom udrugom za zaštitu povijesnih spomenika i kulturnog naslijeđa Neretvice. Na navedenom sastanku nisu precizirani nikakvi zaključci, ali je izvjesno da će u Seoničkoj Gornjoj Mahali, na parceli koju će uvakufiti Ahmed Buturović sin Džafera i Hajrije biti podignuta tekija, kao duhovno naslijeđa tekije koju je bio osnovao šejh Osman Nuri Begeta.

## Vanjske povezice
- Derviške tekije u Konjicu i okolini  Arhivirana inačica izvorne stranice od 21. ožujka 2021. (Wayback Machine)